# Kordon sanitarny (polityka)
Kordon sanitarny – od roku 1919 pojęcie stosowane w przenośni wobec łańcucha państw (uznawanych za państwa buforowe), odgradzających od potencjalnego agresora bądź państwa niebezpiecznego ideologicznie.
Takim „kordonem sanitarnym” był – według twórcy tego pojęcia, francuskiego dyplomaty Georges’a Clemenceau – łańcuch nowo powstałych po I wojnie światowej państw europejskich (kraje bałtyckie, Polska, Czechosłowacja, Węgry i Rumunia), odgradzających „starą Europę” od „bolszewickich wpływów” z Rosji Radzieckiej. 
Po II wojnie światowej pojęcie nadal było używane w polityce międzynarodowej (m.in. za sprawą amerykańskiego dyplomaty George’a Kennana, architekta „zimnej wojny”) wobec grupy krajów tzw. demokracji ludowej, odgradzających Europę Zachodnią od ZSRR. Po „Jesieni Ludów” w roku 1989, rozwiązaniu Układu Warszawskiego i upadku ZSRR, pojęcie kordonu sanitarnego używane jest rzadziej albo też wobec innych niż niegdyś zagadnień politycznych.
Nazwa nawiązuje do rozwiązania stosowanego podczas epidemii chorób zakaźnych, mającego zapobiegać rozprzestrzenianiu się choroby i nazywanego także kordonem sanitarnym.